# The Office (phim truyền hình Anh)
The Office là một loạt phim truyền hình hài kịch tình huống theo dạng phim tài liệu châm biến của Anh lần đầu phát sóng trên BBC Two vào ngày 9 tháng 7 năm 2001. Do Ricky Gervais và Stephen Merchant sáng lập, viết kịch bản và đạo diễn, loạt phim mô tả cuộc sống hàng ngày của các nhân viên văn phòng tại chi nhánh Slough của công ty giấy Wernham Hogg. Gervais cũng đã đóng vai nhân vật chính David Brent.
Hai loạt phìm dài sáu tập đã được tạo ra và được tiếp tục bởi hai phần Giáng sinh đặc biệt. Khi lần đầu tiên được chiếu trên BBC Two, xếp hạng tương đối thấp, nhưng kể từ đó nó đã trở thành một trong những bộ phim hài thành công nhất của Anh. Ngoài việc được chiếu quốc tế trên BBC Worldwide và chiếu trên các kênh như BBC Prime, BBC America và BBC Canada, loạt phim đã được bán cho các đài truyền hình ở hơn 80 quốc gia, bao gồm ABC1 ở Úc, The Comedy Network ở Canada, TVNZ ở New Zealand và kênh vệ tinh toàn châu Á Star World, trụ sở tại Hồng Kông. Chương trình lần đầu tiên được chiếu tại Hoa Kỳ trên BBC America vào năm 2003, và sau là khối lập trình đêm khuya của Cartoon Network, Adult Swim, từ năm 2009 đến năm 2012.
Loạt phim tập trung vào các chủ đề về sự vụng về xã hội, sự tầm thường của hành vi con người, lòng tự trọng và sự tự phụ, thất vọng, tuyệt vọng và danh vọng. Sự thành công của The Office dẫn đến một số bản chuyển thể được bản địa hóa (dựa trên câu chuyện và chủ đề của nó) được sản xuất cho thị trường truyền hình của các quốc gia khác, dẫn đến việc tạo ra chuỗi phim Office quốc tế, bao gồm cả phiên bản của Mỹ được đoạt giải Emmy trên NBC do Steve Carell đóng vai chính nhân vật tương đương với David Brent, Michael Scott.

## Tiền đề
Loạt phim là một phim tài liệu châm biếm quay về một chi nhánh của một công ty giấy lớn có tên là Wernham Hogg (với slogan là "cuộc sống là văn phòng phẩm"), tại Slough Trading Estate tại Berkshire. Slough là một thị trấn rộng lớn trở nên nổi tiếng vì sự thiếu hấp dẫn miêu tả qua bài thơ "Slough" của John Betjeman ("Come, friendly bombs and fall on Slough/It isn't fit for humans now..."). Văn phòng được điều hành bởi Tổng giám đốc David Brent (Gervais), được hỗ trợ bởi trưởng nhóm của ông và là Trợ lý của Giám đốc khu vực Gareth Keenan, do Mackenzie Crook thủ vai. Phần lớn sự hài hước của loạt phim bắt nguồn từ Brent, người thường xuyên cố gắng giành lấy sự ưu ái của nhân viên và đồng nghiệp của mình nhưng lại có kết quả đáng xấu hổ hoặc thảm hại. Những sự lố bịch của nhân vật Brent được miêu tả qua hiệu ứng truyện tranh, bao gồm nhiều lời nói tục tĩu, phân biệt chủng tộc và phân biệt giới tính một cách vô tình, và những hành vi không hợp thuần phong mỹ tục khác.
Một nhánh cốt truyện chính khác của loạt phim liên quan đến Tim Canterbury (Martin Freeman) và mối quan hệ của anh với nhân viên tiếp tân luôn có thái độ buồn chán Dawn Tinsley (Lucy Davis). Họ sớm có tình cảm với nhau, mặc dù Dawn đã đính hôn với nhân viên kho có tính cách gia trưởng Lee (Joel Beckett).

## Tập phim
| Mùa | Mùa        | Số tập   | Số tập   | Phát sóng gốc        | Phát sóng gốc        | Phát sóng gốc |
| Mùa | Mùa        | Số tập   | Số tập   | Phát sóng lần đầu    | Phát sóng lần cuối   | Network       |
| --- | ---------- | -------- | -------- | -------------------- | -------------------- | ------------- |
|     | 1          | 6        | 6        | 9 tháng 7 năm 2001   | 20 tháng 8 năm 2001  | BBC Two       |
|     | 2          | 6        | 6        | 30 tháng 9 năm 2002  | 4 tháng 11 năm 2002  | BBC Two       |
|     | Giáng sinh | 2        | 2        | 26 tháng 12 năm 2003 | 27 tháng 12 năm 2003 | BBC One       |
|     | Thăm lại   | Thăm lại | Thăm lại | 15 tháng 3 năm 2013  | 15 tháng 3 năm 2013  | BBC One       |